# Морська Зінаїда Гнатівна
Зінаї́да Гна́тівна Морська́ (справж. — Максимова, нар. 1 травня 1884, Климовичі — † 6 листопада 1966, Алма-Ата) — російська драматична акторка. Відома за виступами в Київському театрі російської драми (1923—1926).

## Життєпис
Закінчила Суворинську театральну школу в Петербурзі і в 1910 поступила в театр Комедії і фарсу. Згодом грала у великих театральних антрепризах в Києві, Одесі, Харкові, Ростові, Казані та ін.
1923—1926 — акторка Київського театру російської драми.
1926—1933 — працює в театрах Дніпропетровська, Луганська, Донецька.
З 1933 працює в Алма-Атинському російському театрі.
Зінаїда Морська — комедійна характерна акторка, гра її відрізнялась простотою, безпосередністю, увагою до побутових подробиць, виразністю сценічної мови.
Знімалась в радянських фільмах.

## Ролі
- Ліза («Лихо з розуму» О. Грибоєдова)
- Варвара («Гроза» О. Островського)
- Кукушкіна («Тепленьке місце» О. Островського)
- Домна Пантєлєвна («Таланти і прихильники» О. Островського)
- Анна Андріївна («Ревізор» М. Гоголя)
- Меланка і Ксенія («Єгор Буличов та ін.» М. Горького)
- Федосія («Останні» М. Горького)
- Дунька («Любов Ярова» К. Треньова)
- Амалія («Страх» О. Афіногенова)

## Ролі в кіно
- 1943 — «Акторка» Агафія Луківна
- 1944 — «Нашестя» — Демидїївна
- 1957 — «Наш любий лікар» — прибиральниця
- 1960 — «Тиша»